# 布吕桑
布吕桑（法語：Blussans，法語發音：[blysɑ̃]）是法国杜省的一个市镇，属于蒙贝利亚尔区。

## 地理
布吕桑（47°25'39"N, 6°36'26"E）面积8.04 平方千米，位于法国勃艮第-弗朗什-孔泰大區杜省，该省份为法国东部内陆省份，北起上索恩省，西接汝拉省，东部及东南部与瑞士接壤，东北部与贝尔福地区省接壤。
与布吕桑接壤的市镇（或旧市镇、城区）包括：拉普雷蒂耶尔、圣莫里斯-科隆比耶、苏朗、昂特伊、朗特南、杜河畔利勒。

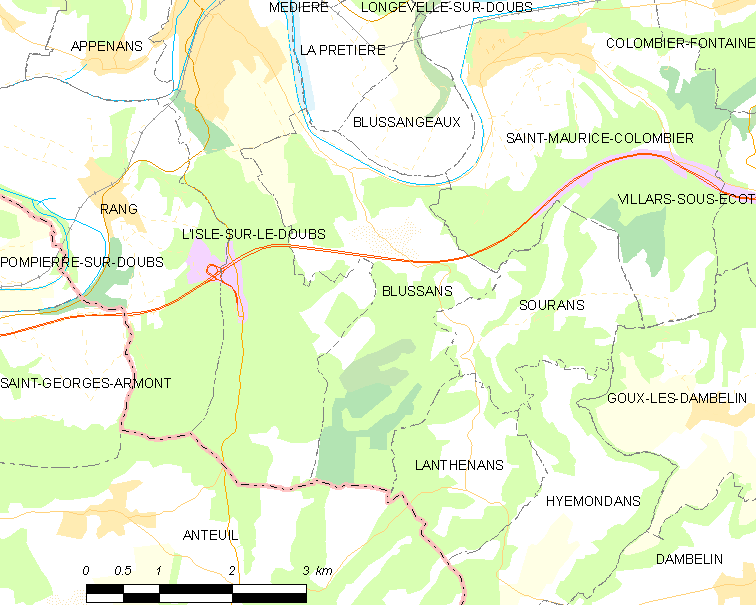
布吕桑的OSM定位图

布吕桑的时区为UTC+01:00、UTC+02:00（夏令时）。

## 行政
布吕桑的邮政编码为25250，INSEE市镇编码为25067。

## 政治
布吕桑所属的省级选区为巴旺县。

## 人口

1962-2008年间布吕桑人口变化图示

布吕桑于2022年1月1日时的人口数量为188人。